# Хозяйственный поезд
Хозяйственный поезд — подвижное железнодорожное подразделение, выполняющее на станциях и перегонах работы, связанные с текущим содержанием и ремонтом пути, искусственных сооружений, устройств связи, централизации и блокировки, электроснабжения.

## Применение
Согласно ПТЭ хозяйственный поезд относится к категории очередных поездов. Это учитывается при составлении графика движения поездов для организации железнодорожного движения.
Для ускорения работ в некоторых случаях объединяют несколько хозяйственных поездов, отправляющихся на один перегон и возвращающихся обратно. Применение хозяйственных поездов позволяет механизировать путевые работы.

## Рабочий поезд
Одним из видов хозяйственного поезда является рабочий поезд, доставляющий строительные материалы и рабочих для производства работ на сооружаемых станциях, мостах и тоннелях.